# المساواة والمصالحة
المساواة والمُصالحة (بالفرنسية: Égalité et Réconciliation)‏ هي منظمة سياسية تم تأسيسها بتاريخ جوان/يونيو 2007 من خلال رئيسها ألان صورال بالتعاون مع «جيلداز ماهي أوشينال» و«فيليب بينينك» وهما من القادة السابقين للمنظمة اليمينية المتطرفة «مجموعة الاتحاد والدفاع».
كانت منظمة المساواة والمُصالحة في البدايات مُقربة من الجبهة الوطنية ثم ابتعدت عنها قليلًا، فهي تصنف نفسها من اليسار القومي الوطني، في حين يتم تصنيفها في اليمين المُتطرف حسب مُعظم المتابعين. كما أن رئيسها ألان صورال الذي تروج المُنظمة لأفكاره ينادي بضرورة المزج ما بين «يسارية حقوق العمال ويمينية القيم الاجتماعية» داعيًا لتجاوز الانقسامات على مستويات عدة حزبية، عرقية، دينية واجتماعية. وتدعو المُنظمة لمواجهة الليبيرالية التحررية والعولمة والصهيونية. مُعظم المتابعين يعتبرونها معادية للسامية ومؤمنة بنظريات المؤامرة. نشاطها المُنخفض في الواقع يُقابله مُتابعة عالية على مواقعها في الانترنت.

## ديودوني داعم للمساواة والمصالحة

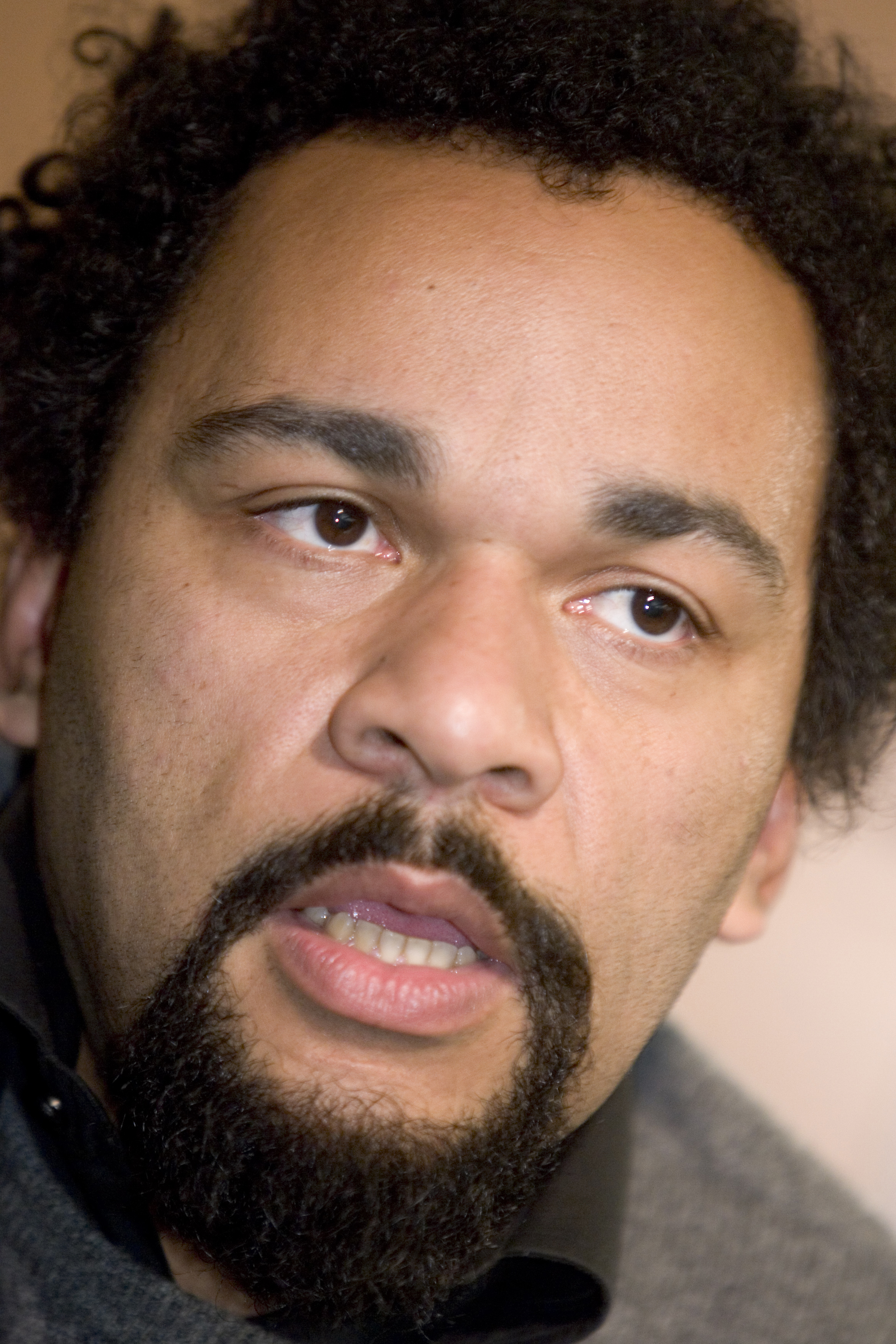
ديودوني مبالا مبالا صديق الحركة

التقارب الجديد الذي حصل في منتصف سنوات 2000 بين ديودوني مبالا مبالا والجبهة الوطنية ومسؤولين من المساواة والمصالحة، بعد نشاطات قادها في اليسار كحال ألان صورال ومارك جورج، أدت إلى تقديمه الدعم للحركة دون تقلده للمسؤولية فيها، وقدم مسرحه الشخصي لنشاطاتها كما فعل مع منظمات أخرى معادية للسامية كتجمع طلبة اليمين واليمين الاشتراكي (النازيون الجدد)، ويُمكن اعتبار ديودوني كصديق طريق لحركة المساواة والمصالحة.

## تحالف ما بين الكاثوليك القوميين والمُسلمين
بداية من سنة 2004 بدأ ألان صورال محاولاته للتقريب ما بين وجهات نظر القوميين الفرنسيين والجماهير العربية-المسلمة المُنحدرة من الأحياء الشعبية وتم تكليفه من قِبل اللجنة المركزية للجبهة الوطنية بتتبع السياسات المُتعلقة بالضواحي. وبذلك أصبحت المساواة والمصالحة بخطابها المُعادي للصهيونية وسيلة لجذب الفرنسيين من أصول مُهاجرة نحو الجبهة الوطنية والقومية السياسية.

## مواقفها في السياسات الدولية
جيل كيبل المحلل السياسي الفرنسي يرى أن المساواة والمصالحة تحشد قواتها النضالية للدفاع عن الأنظمة البعثية. وتنظر التيارات القومية الثورية إلى القومية العربية كنظام معارض للأنظمة الشيوعية والرأسمالية الأنجلو-ساكسونية.

## الأنشطة
تمتلك المساواة والمصالحة شبكات مُتعددة محلية وفي بلجيكا وسويسرا كما لديها خلايا ناشطة على الانترنت يقودها ستيفان كوندياك تستثمر نشاطاتها بالخصوص على موقع ويكيبيديا.

## الهوية الصورية للحركة

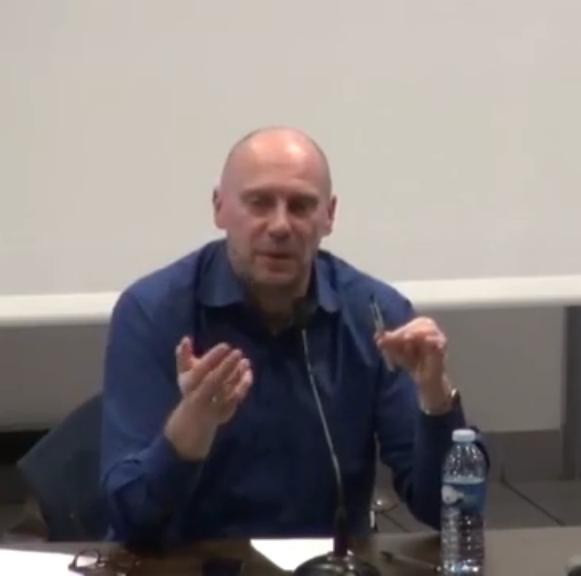
ألان صورال رئيس الحركة